# Emil du Bois-Reymond
Emil Heinrich du Bois-Reymond (Berlijn, 7 november 1818 – aldaar, 26 december 1896) was een Duits fysioloog en ook theoretisch arts. Hij is de ontdekker van actiepotentialen in zenuwen en wordt beschouwd als grondlegger van de elektrofysiologie.

## Biografie
Du Bois-Reymond werd geboren in Berlijn waar hij zijn gehele werkende leven ook zou verblijven. Zijn familie waren hugenoten uit Zwitserland. Hij genoot zijn opleiding aan het Franse College in Berlijn en in Neuchâtel, nadat zijn vader er was teruggekeerd, voordat hij in 1836 ging studeren aan de Universiteit van Berlijn.
Na een tijdje koos hij voor een studie geneeskunde alwaar hij de aandacht trok van Johannes Peter Müller, docent anatomie en fysiologie aan de Berlijnse universiteit. In 1840 werd hij Müllers assistent. In 1858, na het overlijden van Müller, werd diens leerstoel anatomie en fysiologie opgedeeld in een leerstoel anatomie – die werd ingenomen door Karl Bogislaus Reichert – en een leerstoel fysiologie, die toekwam aan Du Bois-Reymond. Deze hoogleraarschap behield hij tot aan zijn overlijden in 1896, waar hij vele jaren zijn onderzoek uitvoerde onder ongunstige omstandigheden wegens ontoereikende accommodatie. Pas in 1877 voorzag de overheid, dankzij Du Dois-Reymonds invloed, de universiteit van een goed laboratorium.
In 1851 werd hij toegelaten tot de Pruisische Academie van Wetenschappen in Berlijn en in 1876 werd hij er de vaste secretaris.

## Werk
Het startpunt van Du Bois-Reymonds onderzoek vormde een essay van de Italiaanse arts Carlo Matteucci over elektrische verschijnselen die hij in dieren had waargenomen. Voor zijn promotieonderzoek koos hij het onderwerp "elektrische vissen" waarmee een lange reeks van onderzoekingen begon over bio-elektriciteit. Het resultaat hiervan publiceerde hij niet in alleen in wetenschappelijke tijdschriften maar ook in het werk Untersuchungen über tierische Elektrizität. Het eerste deel ervan werd uitgegeven in 1848, het laatste in 1884.
- Bibsys: 90103299
- Biblioteca Nacional de España: XX1254160
- Bibliothèque nationale de France: cb12060237k (data)
- Catàleg d'autoritats de noms i títols de Catalunya: 981058515380306706
- CiNii: DA0100403X
- Gemeinsame Normdatei: 118527665
- Historisch woordenboek van Zwitserland: 014339
- International Standard Name Identifier: 0000 0001 0868 0731
- Library of Congress Control Number: n79135051
- Nationale Bibliotheek van Letland: 000291728
- Bibliotheek van het Japanse parlement: 00438273
- Nationale Bibliotheek van Tsjechië: nlk20000080573
- Nationale bibliotheek van Australië: 36508551
- Nationale Bibliotheek van Israël: 987007276676005171
- Nationale Bibliotheek van Polen: a0000003145340
- Nationale en Universitaire bibliotheek Zagreb: 000573763
- Nederlandse Thesaurus van Auteursnamen: 068764030
- Réseau des bibliothèques de Suisse occidentale: 02-A023157310
- Istituto Centrale per il Catalogo Unico: SBLV218160
- LIBRIS: 184082
- SNAC: w6808phb
- Système universitaire de documentation: 028852656
- Trove: 1263765
- Virtual International Authority File: 8178869
- WorldCat: E39PBJyWPH6MbyckgBWjgh89jC